# Mattias Eriksson
Mattias Eriksson (Sundsvall, 17 de noviembre de 1981) es un deportista sueco que compitió en tiro con arco, en la modalidad de arco recurvo.
Ganó una medalla de plata en el Campeonato Mundial de Tiro con Arco al Aire Libre de 2003, en la prueba de equipo. Participó en dos Juegos Olímpicos de Verano, en los años 2000 y 2004, ocupando el sexto lugar en Sídney 2000, en la prueba de equipo.

## Palmarés internacional
| Campeonato Mundial al Aire Libre | Campeonato Mundial al Aire Libre | Campeonato Mundial al Aire Libre | Campeonato Mundial al Aire Libre |
| Año                              | Lugar                            | Medalla                          | Prueba                           |
| -------------------------------- | -------------------------------- | -------------------------------- | -------------------------------- |
| 2003                             | Nueva York (Estados Unidos)      | Medalla de plata                 | Equipo                           |